# Segundo Concílio de Niceia
O Segundo Concílio de Niceia foi o sétimo Concílio ecumênico do cristianismo, e o último a ser aceito tanto pela Igreja Católica quanto pela Igreja Ortodoxa. Além disso, também é reconhecido como tal pelos velhos católicos e outros. Opiniões protestantes sobre isso são variadas. Reuniu-se em 24 de setembro a 23 de outubro de 787 em Niceia (local do Primeiro Concílio de Niceia; atualmente İznik na Turquia). O tema foi a legitimidade da veneração de imagens de santos que tinham sido suprimidos pelo édito do Império Bizantino durante o reinado de Leão III, o Isauro (r. 717–741), seu filho, Constantino V (r. 741–775) havia reprimido definitivamente a veneração de imagens no então Concílio de Hieria (754) para oficializar a repressão, o qual foi posteriormente taxado pela Igreja como Falso Sínodo de Constantinopla.

## História

### Antecedentes
A veneração de ícones havia sido banida pelo imperador bizantino Constantino V e apoiada por seu Conselho de Hieria (754 d.C.), que se descreveu como o sétimo concílio ecumênico, que embora tenha tido a presença de 388 bispos, não se faziam presentes entres eles nenhum dos cinco patriarcas nem quaisquer representantes destes, sendo tal sínodo tido suas declarações derrubadas pelo II Concílio de Niceia 33 anos depois. O vigoroso cumprimento da proibição pelo imperador incluiu a perseguição daqueles que veneravam os ícones e os monges em geral. Havia também implicações políticas para a perseguição - imagens de imperadores ainda eram permitidas por Constantino V, o que alguns oponentes viam como uma tentativa de dar maior autoridade ao poder imperial do que aos santos e bispos. Estas tendências iconoclastas foram partilhadas pelo seu filho, Leão IV, o Cazar. Após a sua morte precoce, sua viúva Irene, como regente de seu filho Constantino VI, desejava restaurar a veneração de ícones. 
O concílio de Hieria não teve participação das igrejas ocidentais, motivo pelo qual não foi aceito por toda a igreja e foi desqualificado em 784, quando o secretário imperial Tarásio foi nomeado sucessor do patriarca de Constantinopla Paulo IV, o Novo, este que desejava uma reaproximação com as igrejas ocidentais, com finalidade de restaurar a veneração de ícones. Ele convocou um novo concílio e convidou o Papa Adriano I que prontamente aceitou o convite com prazer. Este enviou um arcebispo e um abade como seus legados. Em 786, o concílio reuniu-se primeiramente na Igreja dos Santos Apóstolos em Constantinopla, no entanto, soldados em conluio com a oposição entraram na igreja e romperam a assembleia. Como resultado, o governo recorreu a um estratagema. Sob o pretexto de uma campanha, o guarda-costas iconoclasta foi mandado embora da capital - desarmado e desfeito.
O concílio se reuniu em 24 de setembro de 787 na igreja de Hagia Sophia. Participaram dele cerca de 350 pessoas, 308 bispos ou seus representantes. O patriarca Tarásio presidiu o concílio, todavia, depois de protestos dos membros de Roma, que viam Constantinopla com desconfiança, o concílio foi dissolvido e transferido para Niceia, onde neste último local ocorreram sete sessões. A fundamentação para a veneração dos ícones foi restabelecido a partir das passagens bíblicas de Êxodo 25:19, Números 7:89, Hebreus 9:5, Ezequiel 41:18 e Gênesis 31:34.

### Procedimentos[3]

#### 1ª Sessão (24 de setembro de 787)
Três bispos, Basílio de Ancira, Teodoro de Mira e Teodósio de Amório pediram perdão pela heresia da iconoclastia.

#### 2ª Sessão (26 de setembro de 787)
Os legados papais leram as cartas do papa Adriano I pedindo concordância com a veneração de imagens; os bispos do concílio responderam: "Nós seguimos, recebemos, admitimos".

#### 3ª Sessão (28 de setembro de 787)
Outros bispos que fizeram sua abjuração foram recebidos no concílio.

#### 4ª Sessão (1 de outubro de 787)
Prova da legalidade da veneração dos ícones foi extraída de  Êxodo 25:19, Números 7:89, Hebreus 9:5, Ezequiel 41:18 e Gênesis 31:34, mas especialmente a partir de uma série de passagens dos Padres da Igreja, a autoridade da última foi decisiva.

#### 5ª Sessão (4 de outubro de 787)
Afirmava-se que a heresia iconoclasta vinha originalmente de judeus, sarracenos e maniqueístas.

#### 6ª Sessão (6 de outubro de 787)
A definição do pseudo-sétimo concílio (754) foi lida e condenada.

#### 7ª Sessão (13 de outubro de 787)
O concílio emitiu uma declaração de fé sobre a veneração das imagens sagradas. Onde foi determinado que:
Como a cruz sagrada e vivificante está em toda a parte configurada como um símbolo, assim também as imagens de Jesus Cristo, da Virgem Maria, dos santos anjos, bem como das dos santos e outros homens piedosos e santos, devem ser incorporadas no fabricação de vasos sagrados, tapeçarias, vestimentas, etc., e expostos nas paredes das igrejas, nas casas e em todos os lugares visíveis, à beira da estrada e em toda parte, para serem reverenciados por todos que pudessem vê-los. Quanto mais eles são contemplados, mais eles se movem para a memória fervorosa de seus protótipos. Portanto, é apropriado conceder-lhes uma veneração fervorosa e reverente, não, no entanto, a verdadeira adoração que, de acordo com nossa fé, pertence somente ao Ser Divino - pois a honra conferida à imagem passa para o seu protótipo, e quem venerar a imagem venera nela a realidade do que está ali representado.
8ª Sessão (23 de outubro de 787)
A última sessão foi realizada em Constantinopla no Palácio Magnaura. A imperatriz Irene e seu filho estavam presentes e assinaram o documento.
A clara distinção entre a adoração oferecida a Deus e aquela concedida às imagens pode muito bem ser vista como resultado da reforma iconoclasta. Os vinte e dois cânones elaborados em Constantinopla também serviram de reforma eclesiástica. A manutenção cuidadosa das ordenanças dos primeiros concílios, o conhecimento das escrituras por parte do clero e o cuidado com a conduta cristã são necessários, e o desejo de renovação da vida eclesiástica é despertado.
O Concílio também decretou que cada altar deveria conter uma relíquia, o que continua sendo o caso dos regulamentos Católicos e Ortodoxos modernos (Cânon VII), e fez vários decretos sobre disciplina clerical, especialmente para os monges quando se misturam com as mulheres.

### Resumo dos cânones
Foram aprovados 22 cânones disciplinares, que se resumem em:
- Cânon 1: O clero deve observar os cânones sagrados que incluem os cânones apostólicos, os dos seis concílios ecuménicos anteriores, os dos sínodos particulares que foram publicados noutros sínodos, e os dos Padres.
- Cânon 2: Os candidatos a bispos devem conhecer o Saltério de cor e devem ler todas as Escrituras Sagradas cuidadosamente, e não superficialmente.
- Cânon 3: Condena a nomeação de bispos, sacerdotes e diáconos por príncipes seculares.
- Cânon 4: Os bispos não devem pedir dinheiro ao seu clero: qualquer bispo que, por ganância, priva um dos seus clérigos, deve ser ele próprio deposto.
- Cânon 5: Foi dirigido contra aqueles que presumem ter obtido preferências eclesiásticas com dinheiro, e recorda o Cânone Apostólico número trinta e os cânones de Calcedónia contra aqueles que compram promoções com dinheiro.
- Cânon 6: Os sínodos provinciais devem realizar-se anualmente.
- Cânon 7: As relíquias devem ser colocadas em todas as igrejas: nenhuma igreja deve ser consagrada se não tiver relíquias.
- Cânon 8: Prescreve precauções a tomar contra os falsos convertidos do judaísmo.
- Cânon 9: Todos os escritos contra imagens veneráveis devem ser entregues, para serem encerrados com outros escritos hereges.
- Canon 10: Contra os clérigos que deixam as suas próprias dioceses sem permissão e se tornam capelães privados de grandes pessoas.
- Cânon 11: Cada igreja e cada mosteiro deve ter o seu próprio tesoureiro.
- Cânon 12: Contra bispos e abades que dão propriedade da igreja a senhores temporais.
- Cânon 13: As residências episcopais, mosteiros, e outros edifícios eclesiásticos convertidos em uso secular devem ser devolvidos ao seu legítimo proprietário.
- Cânon 14: Tonsurees não ordenados como leitores não devem ler a Epístola ou o Evangelho no púlpito.
- Canon 15: Contra a Pluralidade de Benefícios.
- Cânon 16: O clero não deve usar roupa luxuosa.
- Cânon 17: Os monges não devem deixar os seus mosteiros para construir outras casas de oração sem terem os meios para o fazer.
- Cânon 18: As mulheres não devem viver nas casas dos bispos ou nos mosteiros dos homens.
- Cânon 19: Os superiores das igrejas e mosteiros não devem pedir dinheiro àqueles que entram no estado clerical ou monástico. Mas o dote trazido por um noviço a uma casa religiosa deve ser retido nessa casa se o noviço o deixar sem qualquer culpa da parte do superior.
- Canon 20: Proíbe mosteiros duplos.
- Cânon 21: Um monge ou freira não deve sair de um convento para outro.
- Cânon 22: Entre os leigos, pessoas de diferentes sexos podem estar juntas, desde que deem graças e se comportem com decoro. Mas entre os religiosos, os de sexos opostos só podem comer juntos na presença de vários homens e mulheres tementes a Deus, exceto numa viagem quando a necessidade assim o exigir.

## Aceitação do Concílio
Os legados papais expressaram sua aprovação da restauração da veneração dos ícones em termos inequívocos, e o patriarca enviou um relato completo dos procedimentos do concílio ao papa Adriano I, que o traduziu (o papa Anastácio III depois substituiu a tradução por uma melhor). No Ocidente, o clero franco inicialmente rejeitou o Concílio em um sínodo em 794, e Carlos Magno, então Rei dos Francos, apoiou a composição do Libri Carolini em resposta, que repudiou os ensinamentos tanto do Concílio quanto dos iconoclastas. Uma cópia do Libri Carolini foi enviada ao papa Adriano I, que respondeu com uma refutação dos argumentos dos francos. O Libri Carolini permaneceria, a partir de então, inédito até a Reforma Protestante, e o concílio foi aceito como o Sétimo Concílio Ecumênico pela Igreja Católica Apostólica Romana.
Este concílio é celebrado na Igreja Ortodoxa Oriental, e Igrejas Católicas Orientais de Rito Bizantino como "O Domingo do Triunfo da Ortodoxia" todos os anos no primeiro domingo da Grande Quaresma - o jejum que leva à Pascha (Páscoa) - e novamente no domingo mais próximo a 11 de outubro (o domingo em ou após 8 de outubro). A celebração anterior comemora o conselho como a culminação das batalhas da Igreja contra a heresia, enquanto a segunda celebra o próprio conselho. Por outro lado, muitos protestantes seguem o reformador francês João Calvino ao rejeitar os cânones do concílio para o que eles acreditam ser a promoção da idolatria. Ele rejeitou a distinção entre veneração (douleia, proskynesis) e adoração (latreia) como "sofisma" antibíblico e condenou até mesmo o uso decorativo de imagens. Nas edições subsequentes dos Institutos, ele cita uma influente fonte carolíngia, agora atribuída a Teodulfo de Orleans, que reage negativamente a uma tradução latina pobre dos atos do concílio. Calvino não se envolve nos argumentos apologéticos de João de Damasco ou de Teodoro Estudita, aparentemente porque não os conhece.

## Traduções dos Atos
Existem apenas algumas traduções dos Atos acima do concílio nas línguas modernas: 
- Tradução inglesa feita em 1850 por um padre anglicano, John Mendham; apresentado em uma ampla controvérsia, que por sua vez é provavelmente a tradução mais extensa e bem comentada de Libri Carolini.
- Os Cânones e trechos dos Atos nos Sete Concílios Ecumênicos da Igreja, traduzidos por Henry R. Percival e editados por Philip Schaff (1901).
- Tradução feita pela Academia Teológica de Kazan (publicada de 1873 a 1909) - uma tradução seriamente corrompida dos Atos dos Concílios para o russo.
- Uma tradução do Vaticano relativamente nova (2004) para a língua italiana. Os editores do Vaticano erroneamente pensaram[9] que fizeram a primeira tradução dos Atos para os idiomas europeus.[10]
- A nova (2016) versão russa dos Atos do Conselho é uma versão revisada da tradução feita pela Academia Teológica de Kazan, especificando os casos de corrupção pelos tradutores ortodoxos.[11] Existem várias dezenas desses casos, alguns deles são críticos.